# Herfelingen
Herfelingen is een deelgemeente van Pajottegem,  gelegen in het Pajottenland, in de Belgische provincie Vlaams-Brabant. Herfelingen was een zelfstandige gemeente tot aan de gemeentelijke herindeling van 1977.

## Geschiedenis
Samen met Oetingen en Kester vormde Herfelingen eertijds het Kestergewoud of de potestas van Castre. Het Kestergewoud werd bestuurd door een meier, die de heer vertegenwoordigde, en een schepenbank waarin onder meer de burgemeesters van Oetingen, Kester en Herfelingen zetelden. Uit historische documenten blijkt dat deze drie gemeenten tot aan het eind van het ancien régime zowel bestuurlijk als kerkelijk nauw met elkaar verbonden waren. Het Kestergewoud behoorde op zijn beurt tot het baljuwschap of de "super-heerlijkheid" Edingen, dat sedert het begin van de 12de eeuw onder het graafschap Henegouwen ressorteerde. Op het grondgebied van Herfelingen situeerden zich eertijds meerdere achterlenen, thans niet zelden overeenkomend met imponerende hoevecomplexen.
Na de Franse invasie werd Herfelingen een gemeente in het kanton Herne van het Dijledepartement. Dit departement werd nadat de Fransen verdreven waren omgevormd tot de provincie Zuid-Brabant, de latere Belgische provincie Brabant. Sedert de fusie in 1977 vormt Herfelingen samen met Herne en Sint-Pieters-Kapelle, een nieuwe administratieve entiteit.

## Bezienswaardigheden
- De Sint-Niklaaskerk[2]
- De Melkerij[3]
- De Onze-Lieve-Vrouw van Bijstandkapel
- De Onze-Lieve-Heerkapel

## Natuur en landschap
Herfelingen ligt op een hoogte van 55-66 meter. Ten oosten van de kom loopt de Rasbeek in noordoostelijke richting.

## Geografie
De dorpskom van Herfelingen en de Steenweg op Asse, die grotendeels overeenkomt met het tracé van de Romeinse heirbaan Asse-Bavay, zijn gelegen op de smalle waterscheidingkam tussen het Dender- en Zennebekken. Vanaf dit interfluvium zijn er dan ook, op meerdere plaatsen en naar alle windrichtingen toe, mooie panoramische zichten. Het regenwater dat terechtkomt ten westen van deze rechtlijnige steenweg vloeit via de Ketelbergbeek en de Schiebeek naar de Mark en vervolgens naar de Dender. Ten oosten van de Steenweg op Asse zorgt de Rasbeek voor de ontwatering. Dit beekje vloeit ter hoogte van Pepingen in de Zuunbeek, een zijriviertje van de Zenne.
Deze specifieke interfluviumligging, samen met de aanwezigheid van talrijke bronnen, activeert de erosie en resulteert in een sterk versneden en heuvelachtig landschapsbeeld. Door regressieve erosie van twee bronhoofden, die de kamlijn langs twee kanten aantasten, is het interfluvium tussen het Zenne- en Denderbekken ter hoogte van de Hondsberg reeds tot +60 meter verlaagd. Vanaf het kerkhof aan de Sint-Niklaasstraat is er een uitzicht op deze reliëfvorm die men in het morfologisch vakjargon een "zadel" noemt. Het hoogste punt van Herfelingen ligt op ca. +86 meter nabij het gehucht Ter Linden in het zuidoosten. Het laagste punt, dat zich uiteraard in de vallei van de Schiebeek situeert, ligt op amper +32 meter. De hellingen kunnen plaatselijk vrij steil zijn, zoals in het bronamfitheater van de Ketelbergbeek ten westen van de dorpskom, en vooral in het beboste zijvalleitje van de Rasbeek ter hoogte van de Mottenbergstraat. Door de grote aanwezigheid van beekdalen en de intense versnijdinggraad van het landschap vertoont het agrarisch bodemgebruik momenteel een duidelijk overwicht van weilanden op akkers.
Op demografisch vlak wordt Herfelingen sedert het begin van de 19de eeuw geconfronteerd met een stelselmatig en bovendien geenszins geringe afname van het aantal inwoners. In 1801 was het met zijn 2912 inwoners een van de meest bevolkte dorpen van het zuidelijk Pajottenland. Thans is dit aantal gereduceerd tot 1100 mensen. De woningbouw is hoofdzakelijk geconcentreerd in de dorpskom (Sint-Niklaasstraat) en verder onder de vorm van lintbebouwing langs de Molenstraat en de Steenweg Asse. In vergelijking met Herne blijft de verspreide hoeve- en woningbouw langs de overige straten eerder beperkt. Ook vertoont het straatbeeld minder nieuwbouw.
Niettemin tref je, vooral in de nabijheid van de dalletjes en de bronnen, diverse landschapsbepalende kwadraathoeven aan. De meest imponerende zijn het Hof ter Hagen en de Hoeve Deleener. In het kleine Herfelingen, dat kennelijk met ontvolking bedreigd is, zijn ten slotte diverse bedrijven en KMO's gevestigd. Het betreft hoofdzakelijk het vervaardigen van bouwmaterialen, betonwerken, bouwondernemingen, een melkerij, carrosseriebedrijven, garages en de verkoop van landbouwmachines.

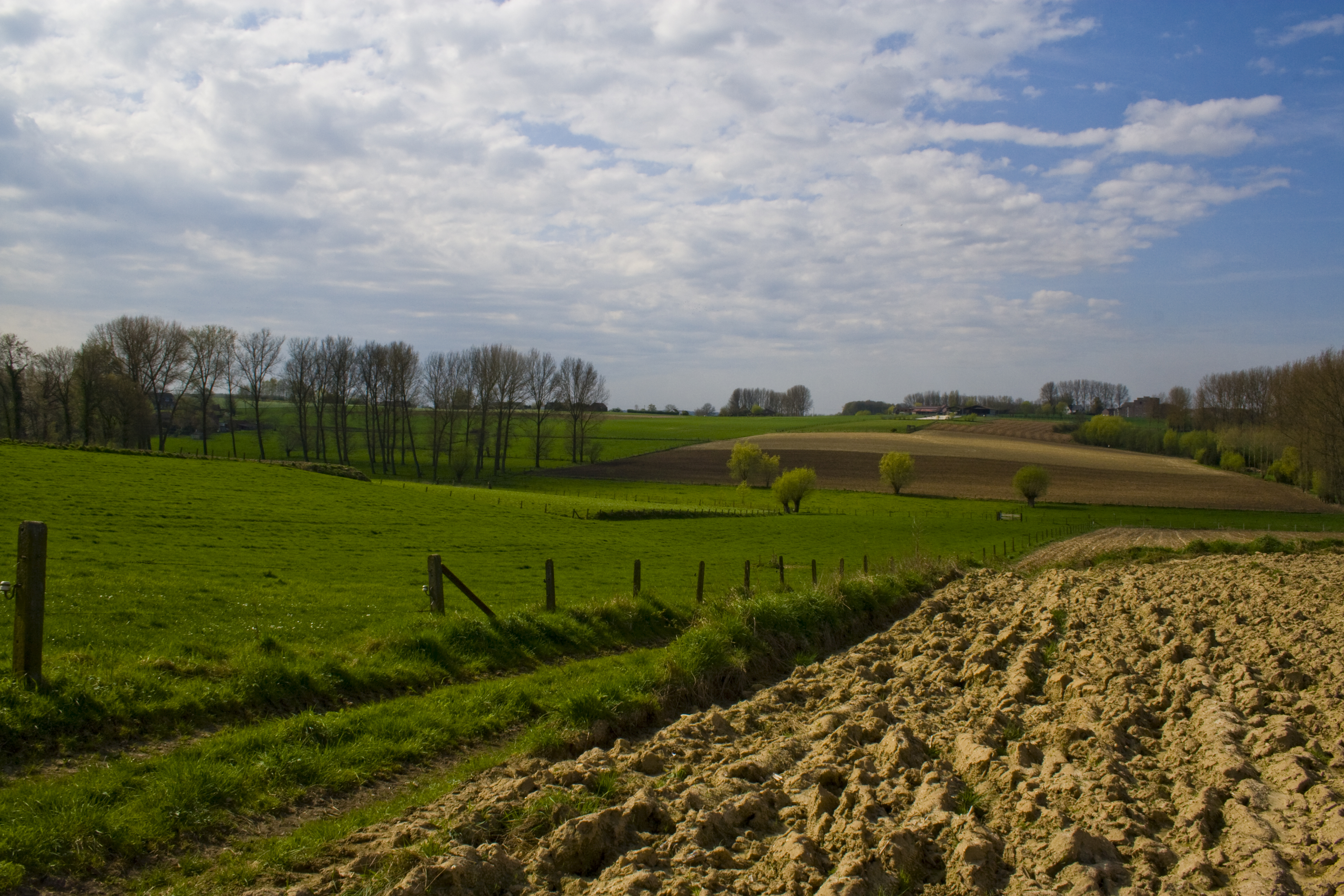
Landelijk zicht in Herfelingen
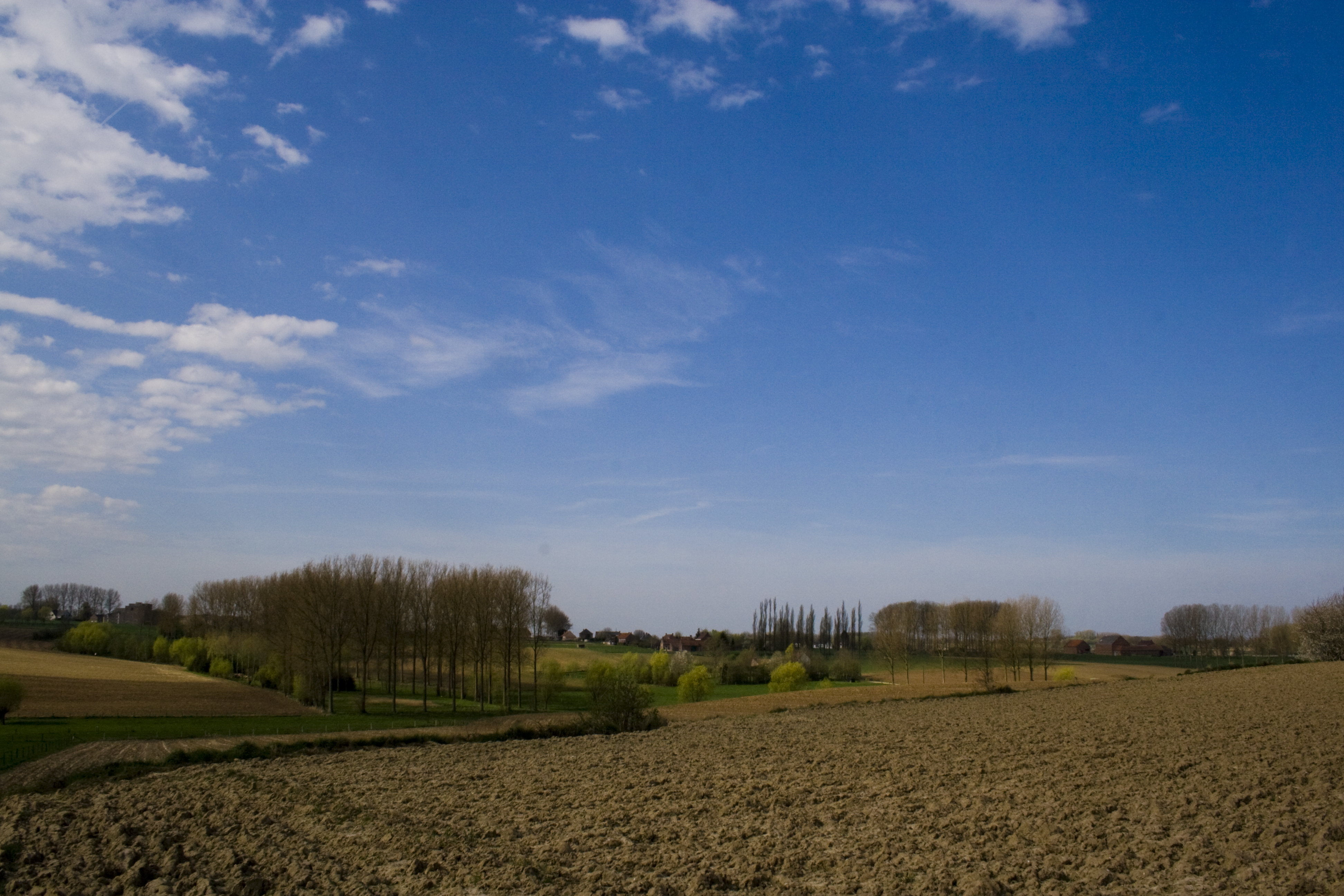
Landelijk zicht in Herfelingen

## Demografische ontwikkeling
Herfelingen was een zelfstandige gemeente tot aan de gemeentelijke herindeling van 1977.
- Bronnen:NIS, Opm:1831 tot en met 1970=volkstellingen; 1976 = inwoneraantal op 31 december

## Burgemeesters
- in 1904: Eug. Langhendries[4]

## Religie en levensbeschouwing
De Sint-Niklaasparochie was aanvankelijk een dochter van de Sint-Martinuskerk van Kester. De oudere kerk van Kester was evenwel aan de H. Drievuldigheid toegewijd, hetgeen als geen ander de kerkelijke band tussen Oetingen, Kester en Herfelingen suggereert. In deze context kunnen we niet nalaten te wijzen op de H. Drievuldigheidsommegang of de Kesterweg. Deze jaarlijkse bedevaart vindt plaats op de Drievuldigheidszondag tussen de kerken van het voormalige Kestergewoud. Volgens de overlevering werd deze processie ingesteld omdat het gewoud van de pest gevrijwaard bleef. Als onderdeel van het Kestergewoud bleef het begevingsrecht van de Sint-Niklaasparochie tot aan de Franse Revolutie in handen van het Sint-Waltrudiskapittel te Bergen. De classicistische Sint-Niklaaskerk dateert uit 1781.

## Bekende inwoners
- Francis de Smedt alias Francis Alÿs, kunstenaar die sinds 1986 in Mexico-Stad woont en werkt.
- Charles (Karel) Nerinckx (Herfelingen, 2 oktober 1761 - Ste. Genevieve (V.S.A.), 12 augustus 1824) was een priester uit de Zuidelijke Nederlanden die missionaris was in de Amerikaanse staten Kentucky en Missouri.

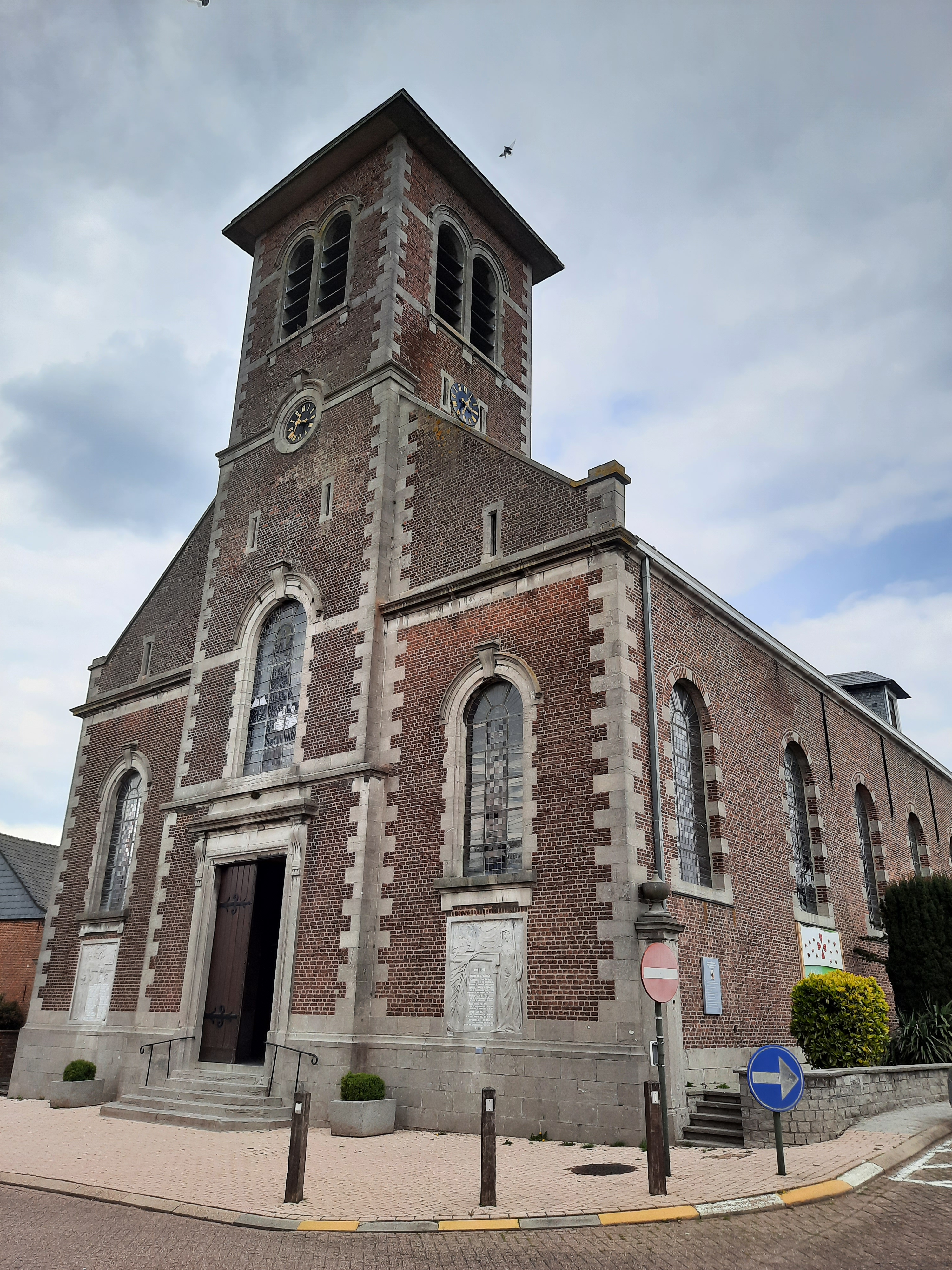
Parochiekerk Sint-Niklaas in Herfelingen

## Nabijgelegen kernen
Heikruis, Kester, Edingen, Herne
Deelgemeenten: Galmaarden · Gooik · Herne · Herfelingen · Kester · Leerbeek · Oetingen · Sint-Pieters-Kapelle · Tollembeek · Vollezele

Overige dorpen en gehuchten: Drie Egypten · Gemelingen · Kesterbrugge · Kokejane · Kwakenbeek · Oplombeek · Rode · Sint-Paulus · Strijland · Wilderen · Woestijn

Belgische gemeenten · Arrondissement Halle-Vilvoorde · Vlaams-Brabant · Vlaanderen